# Bois de Silly
Bois de Silly är en skog i Belgien.   Den ligger i provinsen Hainaut och regionen Vallonien, i den centrala delen av landet, 40 km sydväst om huvudstaden Bryssel.
Trakten runt Bois de Silly består till största delen av jordbruksmark. Runt Bois de Silly är det ganska tätbefolkat, med 222 invånare per kvadratkilometer.